# Maria Pina Tolosa
Maria Pina Tolosa (València, 8 d'agost de 1987) és una exjugadora de bàsquet valenciana.
Aler, milità al València Basket Club. També fou internacional amb la selecció espanyola de bàsquet.

## Trajectòria
- 2001-2005 Segle XXI. (Junior i Lliga Femenina 2)
- 2005-2007 Estudiantes. Lliga Femenina
- 2007-2008 Rivas Futura. Lliga Femenina
- 2010-2012 Mann Filter Zaragoza. Lliga Femenina
- 2014-2016 CB Conquero. Lliga Femenina[2]
- 2016 UF Angers Basket 49. Lliga femenina de bàsquet de França.
- 2016-2018 Guernica KESB. Lliga Femenina[3]
- 2018-actualitat València Basket. Lliga Femenina[4]

## Palmarés
Clubs
- 1 EuroCup femenina (2020-21)
- 1 Lliga espanyola de bàsquet femenina (2012-13)
- 2 Copa espanyola de bàsquet femenina (2014, 2016)
- 2 Supercopa espanyola de bàsquet femenina (2012-13, 2013-14)

Selecció espanyola
- 1 medalla d'or al Campionat d'Europa de bàsquet femení (2019)